# Biserica „Intrarea în templu a Maicii Domnului” din Ghermănești
Biserica „Intrarea în templu a Maicii Domnului” este o biserică amplasată în Ghermănești, raionul Telenești, Republica Moldova. Este un monument arhitectural de importanță națională inclus în Registrul monumentelor Republicii Moldova ocrotite de stat cu nr. 1499 (raionul Telenești). Datează din 1913.